# Saldula
Saldula is een geslacht van wantsen uit de familie van de Saldidae (Oeverwantsen). Het geslacht werd voor het eerst wetenschappelijk beschreven door Van Duzee in 1914.

## Soorten
Het genus bevat de volgende soorten:

- Saldula ablusa Drake & Hottes, 1954
- Saldula ambigua Lindskog, 1985
- Saldula amoena (Reuter, 1876)
- Saldula amplicollis (Reuter, 1891)
- Saldula andrei Drake, 1949
- Saldula arenicola (Scholtz, 1847)
- Saldula arsenjevi Vinokurov, 1981
- Saldula australis (White, 1876)
- Saldula balli Drake, 1950
- Saldula balnearum (Bergroth)
- Saldula basingeri Drake, 1949
- Saldula bengali Cobben, 1986
- Saldula boninana Drake, 1961
- Saldula bouchervillei (Provancher, 1872)
- Saldula brevicornis Rimes, 1951
- Saldula burmanica Lindskog, 1975
- Saldula butleri (White, 1878)
- Saldula c-album (Fieber, 1859)
- Saldula chartoscirtoides Cobben, 1986
- Saldula comata (Champion, 1900)
- Saldula comatula Parshley, 1923
- Saldula confluenta (Say, 1832)
- Saldula connemarae Walton, 1986
- Saldula coorongensis Rimes, 1951
- Saldula coxalis (Stål, 1873)
- Saldula cygni (Kirkaldy, 1899)
- Saldula dentulata (Hodgden, 1949)
- Saldula differata Drake & Carvalho, 1948
- Saldula dispersa (Uhler, 1893)
- Saldula doeringi Drake & Carvalho, 1948
- Saldula durangoana J. Polhemus, 1972
- Saldula explanata (Uhler, 1893)
- Saldula exulans (White, 1878)
- Saldula filippii Cobben, 1987
- Saldula fucicola (J. Sahlberg, 1870)
- Saldula fukiena Drake & Maa, 1954
- Saldula galapagosana J. Polhemus, 1968
- Saldula gidshaensis Cobben, 1987
- Saldula gilloglyi J. Polhemus & D. Polhemus, 2006
- Saldula guamensis Drake & Hottes, 1950
- Saldula hasegawai Cobben, 1985
- Saldula hodgdeni (Drake, 1955)
- Saldula humifera Kirkaldy, 1908
- Saldula humilis (Say, 1832)
- Saldula inconspicua Cobben, 1987
- Saldula inoana Drake, 1961
- Saldula intermedia Cobben, 1980
- Saldula javanica (Jaczewski, 1935)
- Saldula katonai Drake & Hoberlandt, 1950
- Saldula kauaiensis Cobben, 1980
- Saldula kurentzovi Vinokurov, 1979
- Saldula laelaps (White, 1878)
- Saldula laevis (Champion, 1900)
- Saldula laticollis (Reuter, 1875)
- Saldula lattini Chapman & J. Polhemus, 1965
- Saldula lindbergi Lindskog, 1975
- Saldula lindskogi Vinokurov, 2004
- Saldula lita Drake, 1961
- Saldula lomata J. Polhemus, 1985
- Saldula longicornis Cobben, 1980
- Saldula luctuosa (Stål, 1859)
- Saldula luteola Lindskog & J.T. Polhemus, 1992
- Saldula lynchi Drake & Carvalho, 1948
- Saldula madagascariensis Cobben, 1987
- Saldula mariae Vinokurov, 1978
- Saldula marianarum Usinger, 1946
- Saldula melanoscela (Fieber, 1859)
- Saldula misis Seidenstücker, 1964
- Saldula montana Cobben & J. Polhemus, 1966
- Saldula montensis Cobben, 1987
- Saldula montigena Cobben, 1987
- Saldula montivaga Cobben, 1987
- Saldula nicholsoni (Hale, 1924)
- Saldula nigrita Parshley, 1921
- Saldula nitidula (Puton, 1880)
- Saldula niveolimbata (Reuter, 1900)
- Saldula nobilis (Horváth, 1883)
- Saldula notalis Drake, 1950
- Saldula notera Drake, 1963
- Saldula nubigena (Kirkaldy, 1908)
- Saldula oahuensis (Blackburn, 1888)
- Saldula opacula (Zetterstedt, 1838)
- Saldula opiparia Drake & Hottes, 1955
- Saldula orbiculata (Uhler, 1877)
- Saldula orthochila (Fieber, 1859)
- Saldula palauana Drake, 1961
- Saldula pallipes (Fabricius, 1794)
- Saldula palustris (Douglas, 1874)
- Saldula parens Cobben, 1986
- Saldula parvula Cobben, 1961
- Saldula penningtoni Drake & Carvalho, 1948
- Saldula pericarti Vinokurov, 2012
- Saldula peruviana (Cobben, 1986)
- Saldula pexa Drake, 1950
- Saldula pilosella (Thomson, 1871)
- Saldula procellaris (Kirkaldy, 1908)
- Saldula pruinosa Cobben, 1987
- Saldula psammobia Rimes, 1951
- Saldula quadrilineata (Jakovlev, 1865)
- Saldula recticollis (Horváth, 1899)
- Saldula reuteriella (Kirkaldy, 1899)
- Saldula robertusingeri Cobben, 1982
- Saldula saltatoria (Linnaeus, 1758)
- Saldula sardoa Filippi, 1957
- Saldula scitula Drake & Hottes, 1950
- Saldula sectilis (Hodgden, 1949)
- Saldula setulosa (Puton, 1880)
- Saldula severini Harris, 1943
- Saldula sibiricola Cobben, 1985
- Saldula solomonensis Cobben, 1986
- Saldula sonneveldti Blöte, 1947
- Saldula stoneri Drake & Hoberlandt, 1950
- Saldula subcarinata (China, 1924)
- Saldula subsolans Drake & Hottes, 1950
- Saldula sulcata (Barber, 1939)
- Saldula sulcicollis (Champion, 1900)
- Saldula tahitiensis Cobben, 1961
- Saldula taiwanensis Cobben, 1985
- Saldula trivialis Cobben, 1961
- Saldula tuberculata Cobben, 1987
- Saldula uichancoi Drake & Viado, 1951
- Saldula usingeri J. Polhemus, 1967
- Saldula villosa (Hodgden, 1949)
- Saldula waltoni Cobben & J. Polhemus, 1966
- Saldula xanthoa Cobben, 1987
- Saldula xanthochila (Fieber, 1859)
- Saldula zairensis Cobben, 1987
- Saldula zena J. Polhemus, 1985